# Caccia alla volpe nella campagna romana
Caccia alla volpe nella campagna romana è un cortometraggio del 1938 diretto da Alessandro Blasetti, tra i primi esperimenti di riprese a colori con tecnologia technicolor in Italia.